# Monte Usborne
Il Monte Usborne (in inglese: Mount Usborne, in spagnolo: Cerro Alberdi) è una montagna dell'isola Falkland Orientale. Con i suoi 705 m s.l.m. è il monte più alto delle Falkland.

## Storia
La montagna è citata da Charles Darwin nel nono capitolo di Zoology of the Voyage of H.M.S. Beagle. È così chiamata in ricordo di Alexander Burns Usborne, assistente del maestro di vela sul HMS Beagle, il brigantino sul quale navigò il naturalista inglese 
nel suo famoso viaggio intorno al mondo.

## Descrizione
Il monte Usborne è più alto solo di alcuni metri rispetto alla seconda montagna dell'arcipelago, il Monte Adam, il rilievo più elevato dell'isola Falkland Occidentale.
Come le altre zone elevate delle Falklands, il monte Usborne fu interessato da episodi glaciali. Le poche vette al di sopra dei 600 metri di quota sono caratterizzate da:
pronunciati corrie con piccoli laghi glaciali alla loro base, creste moreniche alla base di questi circhi e zone di accumulo presenti alle quote più alte, mentre le altre zone dell'arcipelago sperimentarono un clima periglaciale.